# Omer Shapira
Omer Shapira, née le 9 septembre 1994, est une coureuse cycliste professionnelle israélienne. Elle est championne d'Israël sur route en 2017, 2018 et 2019. C'est une grimpeuse.

## Biographie
Au Tour de Californie, sur la deuxième étape, Kathrin Hammes et Omer Shapira passent à l'offensive. Elles sont rejointes par Coryn Rivera dans la descente vers Mount Baldy Village. Dans l'ascension finale, Shapira distance ses compagnons d'échappée. Katie Hall et Anna van der Breggen la passent dans la fin de l'ascension. Elle est cinquième de l'étape. Sur la dernière étape, Hannah Barnes se montre active. Lisa Klein est sixième du sprint. Au classement général, Omer Shapira est huitième. En juin, elle remporte le titre de championne d'Israël sur route.

## Vie privée
Omer Shapira est en couple avec le cycliste israélien Guy Sagiv. Le couple vit en Espagne à Gérone. 

## Palmarès

### Par année
- 2014
  - 3e du championnat d'Israël sur route
- 2015
  - 2e du championnat d'Israël sur route
- 2016
  - 3e du championnat d'Israël sur route
  - 3e du championnat d'Israël du contre-la-montre
- 2017
  -  Championne d'Israël sur route
- 2018
  -  Championne d'Israël sur route
  - 2e du championnat d'Israël du contre-la-montre
- 2019
  -  Championne d'Israël sur route
  - 1re étape du Tour d'Italie (contre-la-montre par équipes)
  - 2e du Scorpions' Pass TT
  - 3e de l'Aphrodite Cycling Race
  - 3e de la Colorado Classic
- 2020
  -  Championne d'Israël sur route
  -  Championne d'Israël du contre-la-montre
- 2021
  -  Championne d'Israël sur route
- 2022
  -  Championne d'Israël sur route
  -  Championne d'Israël du contre-la-montre

### Classements mondiaux
| Année                                 | 2014 | 2015 | 2016 | 2017 | 2018 | 2019 | 2020 | 2021 | 2022 |
| ------------------------------------- | ---- | ---- | ---- | ---- | ---- | ---- | ---- | ---- | ---- |
| Classement UCI                        | 403e | 401e | 177e | 189e | 226e | 60e  | 130e | 110e | 174e |
| UCI World Tour                        |      |      | nc   | nc   | 167e | 73e  | 75e  | 174e | 197e |
|                                       |      |      |      |      |      |      |      |      |      |
| Légende : nc = non classéSource : UCI |      |      |      |      |      |      |      |      |      |